# Biztonsági autó

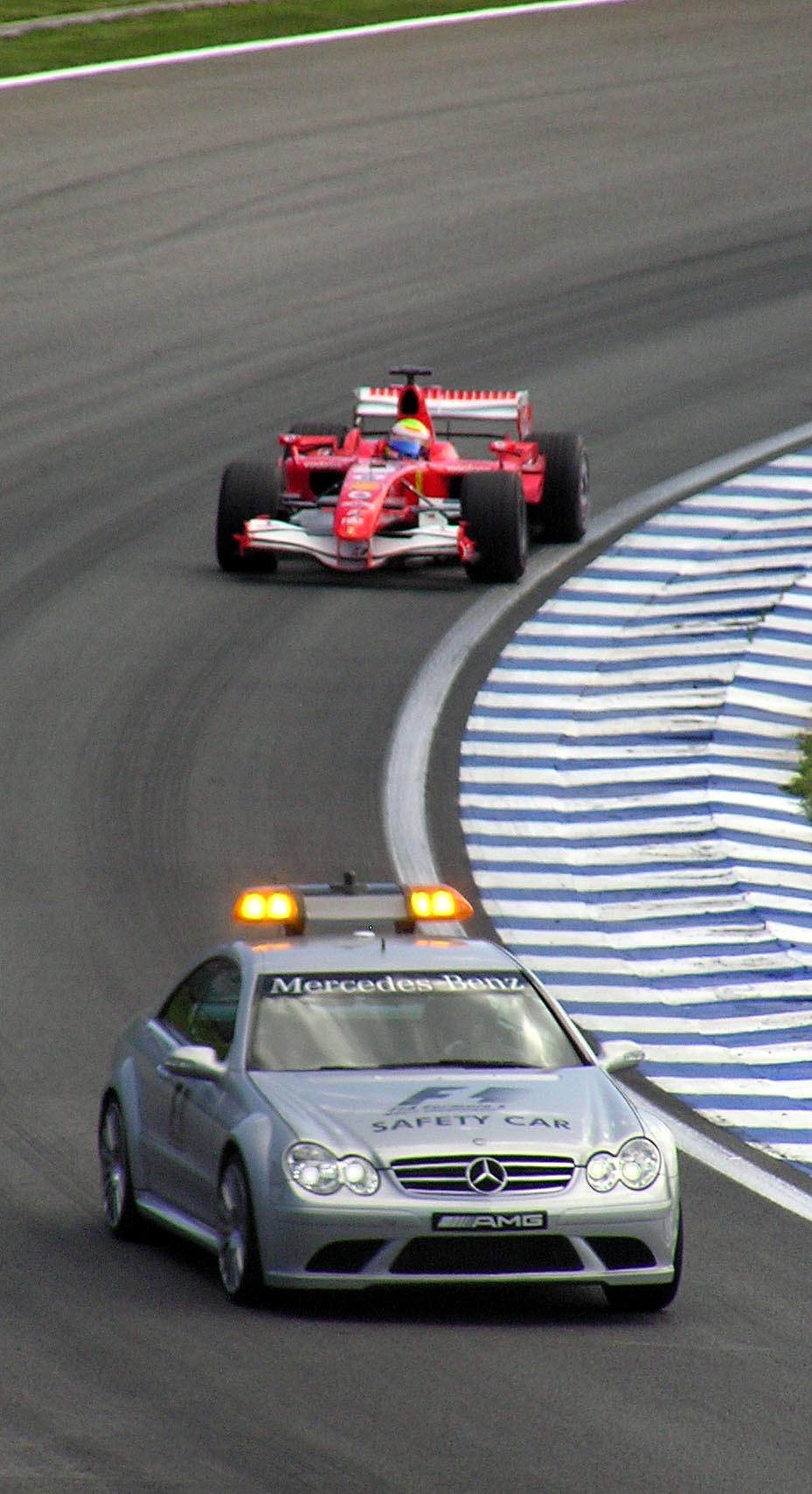
A biztonsági autó Felipe Massa előtt a 2006-os brazil nagydíjon

A biztonsági autó (angolul: safety car vagy pace car) az autóversenyeknél veszélyhelyzetekben, pl. balesetnél, vagy nagyon erős esőzésnél a pályára lépő speciális jármű. A versenytempót ilyenkor egy ideig csökkentik, míg ismét kedvező lesz a helyzet a versenyzésre. A biztonsági autó beküldéséről a versenyigazgató dönt, ezt 1992-ben vezették be.
A biztonsági autó mindig a mezőny élén halad a versenyzőkénél jóval alacsonyabb sebességgel, ebből következően az addig széthúzódó mezőny újra összeáll, az időkülönbségek minimálisra csökkennek. A biztonsági autós fázis alatt tilos az előzés, ezt sárga zászlóval és egy „SC” felirattal ellátott táblával jelzik. Ezen fázis alatt futott körök normális versenyben körnek számítanak, így egy versenyt akár ebben a fázisban is leinthetnek, ha megvan a futam utolsó köre is. Ilyenkor gyakran állnak ki a pilóták a boxba, mert időveszteség nélkül visszaállhatnak eredeti helyükre.
A fázis azzal végződik, hogy a biztonsági autó bekanyarodik a boxutcába és a tempó ismét szabad lesz, de amíg a versenyző túl nem halad a célvonalon, tilos az előzés.
Az amerikai versenyeken, mint a NASCAR, vagy az IndyCar, a „pace car” (kb. "ütemdiktáló autó"), ahogy ott nevezik, különösen fontos, mivel sok versenyt ún. oválokon rendeznek, mint az indianapolisi. Egy kör ezeken a pályákon nagyon rövid (20–50 másodperc) és a sebességek óriásiak, ezért egy balesetnél azonnal be kell jönnie a pace carnak, nehogy további súlyos balesetek legyenek.
A biztonsági autó általában sárga vagy piros fényjelzésekkel van felszerelve.

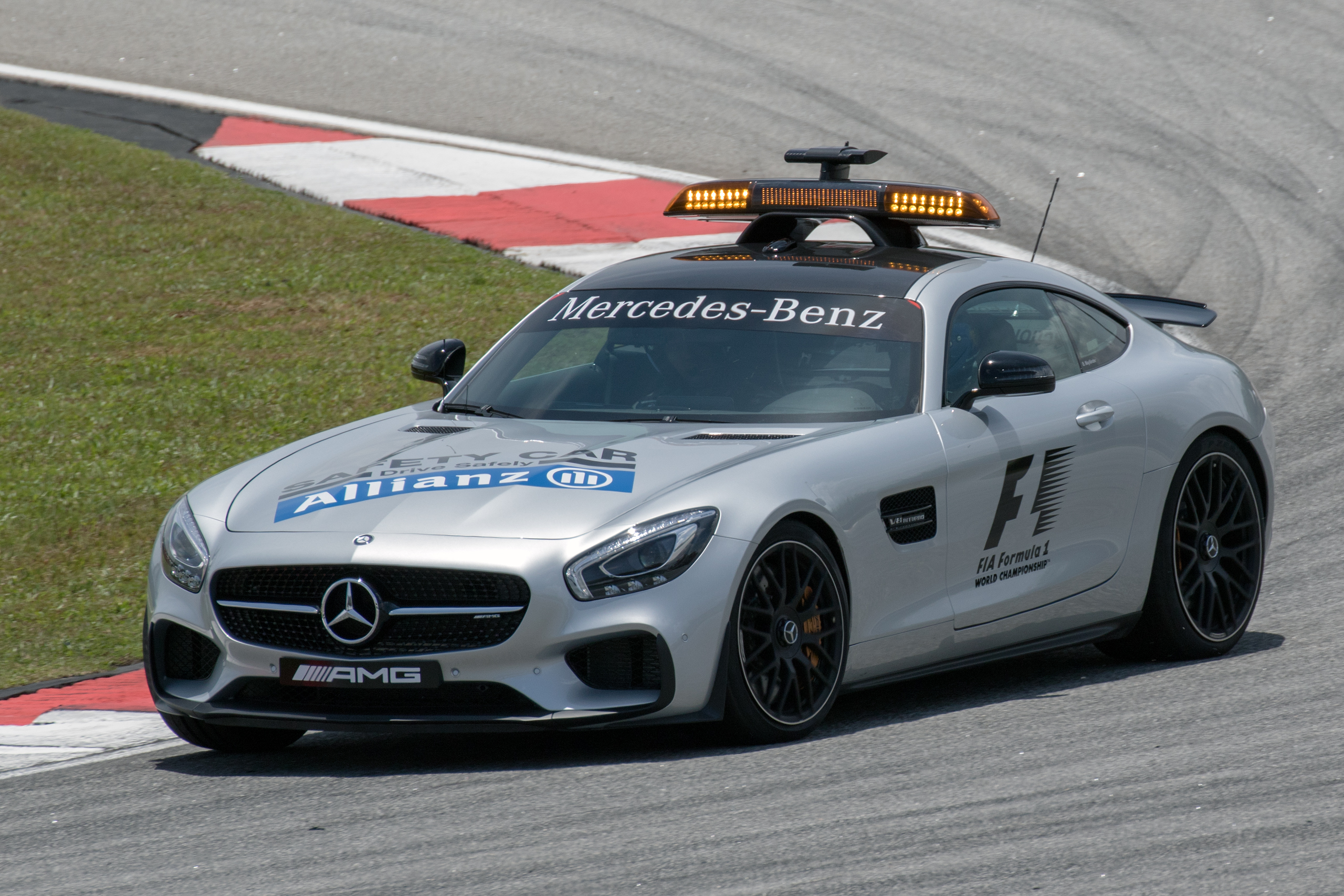
2015 óta egy Mercedes AMG GT S teljesít szolgálatot a Formula–1-ben

## AFormula–1-ben
A biztonsági autót az 1973-as kanadai nagydíj óta használják ebben a sportágban – a Forma 1 történelmében az első biztonsági autó egy Porsche 914-es volt. 2015 óta Mercedes–AMG GT S látja el ezt a szerepet, előzőleg 2008-tól Mercedes SLS AMG-t használtak. A biztonsági autót 2000 óta Bernd Mayländer vezeti. 1996 óta adja a Mercedes-Benz a biztonsági autókat, promóció gyanánt. 

## Külső hivatkozások

### Formula One
- Formula1.com: Safety car
- An article on the F1 Safety Car
- The speed freak in F1's safety car – from BBC Sport: Motorsport Archiválva 2013. május 29-i dátummal a Wayback Machine-ben

### Indianapolis 500
- Indy 500 Pace Cars